# Orfit (cognom)
Orfit (en llatí Orfitus o Orphitus) va ser un cognom romà del període imperial. No es troba durant el període republicà. La seva ortografia correcta seria amb la lletra "f" segons les inscripcions. La majoria dels personatges amb aquest cognom només es coneixen per les referències dels Fasti i les inscripcions.
Alguns Orfitus van ser:
- Servi Corneli Orfit, cònsol el 51
- Corneli Escipió Orfit (Cornelius Scipio Orfitus) va ser un dels consols sufectes l'any 101, segons els Fasti
- Servi Salvidiè Orfit (Servius Salvidienus Orfitus) va ser cònsol l'any 110 junt amb Marc Peduceu Priscí i prefecte de la ciutat amb Hadrià i Antoninus Pius.[1]
- Servi Escipió Orfit (Servius Scipio Orfitus) va ser cònsol el 149 junt amb Quint Noni Prisc. Probablement és el mateix Orfit que havia estat abans pretor urbà.[1]
- Marc Gavi Orfit (Marcus Gavius Orfitus) va ser cònsol el 165 junt amb Luci Arri Pudent.[1]
- Orfit (Orfitus) va ser cònsol el 172 junt amb Màxim
- Orfit Gavi (Orfitus Gavius) va ser cònsol el 178 junt amb Julià Ruf.[2]
- Orfit (Orfitus) va ser cònsol el 270 junt amb Antioquià (o potser Atticià segons Trebel·li Pol·lió)[1]